# Ljubomir Petrow
Ljubomir Petrow (bulgarisch Любомир Петров; * 4. Oktober 1954) ist ein ehemaliger bulgarischer Ruderer. Er gewann 1980 eine olympische Bronzemedaille. 

## Sportliche Karriere
Bei den Junioren-Weltmeisterschaften 1972 siegte Petrow im Einer. Fünf Jahre später gewann der 1,85 m große Ruderer zusammen mit Christo Jelew, Bogdan Dobrew und Eftim Stoyanow die Bronzemedaille im Doppelvierer bei den Weltmeisterschaften 1977 in Amstelveen. Im Jahr darauf bei den Weltmeisterschaften in Neuseeland trat der bulgarische Doppelvierer mit Mintscho Nikolow, Stoiko Hadilew, Ljubomir Petrow und Bogdan Dobrew an und belegte den fünften Platz.
Bei den Olympischen Spielen 1980 in Moskau ruderten Mintscho Nikolow, Ljubomir Petrow, Iwo Russew und Bogdan Dobrew im Doppelvierer. Im zweiten Vorlauf gewann das Boot aus der DDR vor den Bulgaren und Franzosen, das Boot aus der gastgebenden Sowjetunion belegte den vierten Platz. Nur die Vorlaufsieger aus Jugoslawien und aus der DDR waren direkt für das Finale qualifiziert. Den ersten Hoffnungslauf gewannen die Franzosen vor den Spaniern, im zweiten  Hoffnungslauf siegte der Doppelvierer aus der Sowjetunion vor den Bulgaren. Im Finale belegten die vier Boote, die bereits im zweiten Vorlauf aufeinander getroffen waren, die ersten vier Plätze. Es siegte das Boot aus der DDR mit anderthalb Sekunden Vorsprung vor dem sowjetischen Boot, dahinter mit jeweils ungefähr einer Sekunde Abstand die Bulgaren vor den Franzosen.
Petrow und Nikolow belegten bei den Weltmeisterschaften 1981 in München den elften Platz im Doppelzweier.